# Neugraben (Schwarze Elster)
Der Neugraben ist ein künstlich angelegter Wasserkanal, der in den Jahren 1576/77 auf Befehl des Kurfürsten August von Sachsen entstanden ist. Er führt von der Schwarzen Elster bei Neumühl zur damals neu errichteten Annaburg und mündet bei Grabo wieder in die Schwarze Elster. Baumeister des Grabens waren Christof Tendler und der kursächsische Oberbergbaumeister Martin Planer aus Freiberg. Die finanziellen Regelungen des Baues nahm der Rentmeister Barthel Lauterbach vor, der auch für die Anlage vieler Erbbücher im Kurfürstentum Sachsen verantwortlich war.

## Geschichte
Am 26. Juli 1576 wurde mit dem Bau des Neugraben kurz hinter dem Dorf Grabo begonnen. In der Nähe von Neumühl wurde ebenfalls eine Verbindung zur Schwarzen Elster hergestellt. Der damals noch als der neue Graben bezeichnete Kanal sollte das Wasser der Schwarzen Elster in die Schlossgräben der Lochau bringen, aber auch das Umland entwässern. Gleichzeitig sollte Holz aus der waldreichen Annaburger Heide mit Flößen transportiert werden können. Für den Bau wurden ca. 2.300 Mann aus den umliegenden Ämtern zwangsweise zur Fronarbeit durch den Kurfürsten herangezogen. Nach dem damaligen Bauvertrag sollte der Graben oben 14 und unten 6 Ellen breit sein. Weiterhin wurde festgelegt, dass auf jeder Seite eine Erhöhung mit einer Breite von einer Elle anzulegen ist. Mit der Errichtung des Neugrabens war auch der Bau einer kurfürstlichen Amtsmühle in Annaburg vorgesehen. Am 13. Oktober 1577 konnte Martin Planer dem Kurfürsten die Fertigstellung des Kanals melden. Bis ins Jahr 1780 wurde der Kanal als Schifffahrts- und Floßweg genutzt. 1834 wurde am Neugraben an der alten Herzberger Straße durch das damalige Militärknaben Erziehungsinstitut Annaburg ein Schwimmbad ausgeschachtet und bis zur Auflösung der Einrichtung im Jahr 1921 durch diese genutzt. Das Becken ist ca. 100 Meter lang, 20 Meter breit und zwischen 1 und 2,50 Meter tief. Die Seitenwände waren mit Eichenbrettern verkleidet. Durch die Anbindung an den Graben konnte auch das Schwimmen in der Strömung simuliert werden. Das Schwimmbad ist auch heute noch erkennbar. In den 1930er Jahren wurde der Kanal durch den Reichsarbeitsdienst entschlammt und der stellenweise zugewachsene Verlauf wurde gereinigt, auch wurden die Ufer teilweise mit neuen Faschinen ausgeflochten. Des Weiteren wurde der Graben tiefer ausgeschachtet, auch wurden starke hemmende Kurven beseitigt, damit erhielt der Graben eine größere Fließgeschwindigkeit. Der Neugraben steht als technisches Denkmal unter Denkmalschutz.

## Brücken
In der Annaburger Heide unterquert der Neugraben auf einer Strecke von etwa 10 Kilometer zehn befahrbare Brücken, welche nach ihrer Errichtung wie folgt benannt wurden: Torgauer-Brücke, Zätsch-Brücke, Rotten-Brücke, Bank-Brücke, Bretzel-Brücke, Zschernick-Brücke, Hegeholz-Brücke, Kreutz-Brücke, Schulter-Brücke und Rotebruch-Brücke.